# Бурленге (аэропорт)
Дала или Бурленге (ИАТА: BLE, ИКАО: ESSD) — аэропорт, находится к юго-востоку от Бурленге, Даларна, Швеция. Расположен примерно в 20 км к югу от города Фалун.

## История
Аэродром был построен в годы Второй мировой войны и модернизирован в 1961 году. В середине 1960 г. в аэропорт Дала стали прибывать первые гражданские самолёты. В 1972 г. был построен новый терминал и создано акционерное общество Dala Airport AB. Лётное поле было в собственности вооружённых сил Швеции до 2007 г.
Пик пассажироперевозок пришёлся на 1989 г., когда аэропорт принял 210 тыс. человек. В 2006 г. пассажиропоток составил 33 тыс. чел., меньше, чем в предыдущем году. Причиной сокращения численности пассажиров стало введение скоростного пассажирского сообщения со Стокгольмом, основным направлением сообщений. С 1999 г. скоростные поезда останавливаются на станции в аэропорту Арланда. Многие пассажиры рейсов Бурлинге — Арланда продолжали путь другими рейсами, и поезд стал хорошей альтернативой перелёту. Стала лучше дорога до Стокгольма. Цены на перелёт были более высокими. И в конечном итоге авиамаршрут длиной 166 км до Стокгольма был закрыт в сентябре 2011 года, реально это произошло в июне того же года, когда этот маршрут был закрыт на лето, но после этого не возобновлён.

## Наземный транспорт

### Автобус
- Маршрут 601 соединяет аэропорт с центром Бурленге.

### Парковка в аэропорту
- В аэропорту есть парковки. Одна из них бесплатная, не закрывается на ночь. Другая платная, закрыта ночью, стоит 25 шведских крон за ночь.